# Campañas antárticas de Argentina (1950 a 1959)
Las Campañas antárticas de Argentina (1950 a 1959) forman parte de las campañas que realiza Argentina en el continente blanco desde 1947.

## Campañas antárticas de verano

### Campaña 1949-1950
Fue llevada a cabo por la fragata ARA Sarandí, el transporte ARA Chaco, el buque-tanque ARA Punta Ninfas y los remolcadores hidrográficos ARA Chiriguano y ARA Sanavirón. Se realizaron diversos trabajos de investigación. El Observatorio de las islas Orcadas del Sur quedó a cargo de la Fuerza Aérea Argentina. Las Fragatas ARA Santísima Trinidad y ARA Hércules viajaron en diciembre.

### Campaña 1950-1951

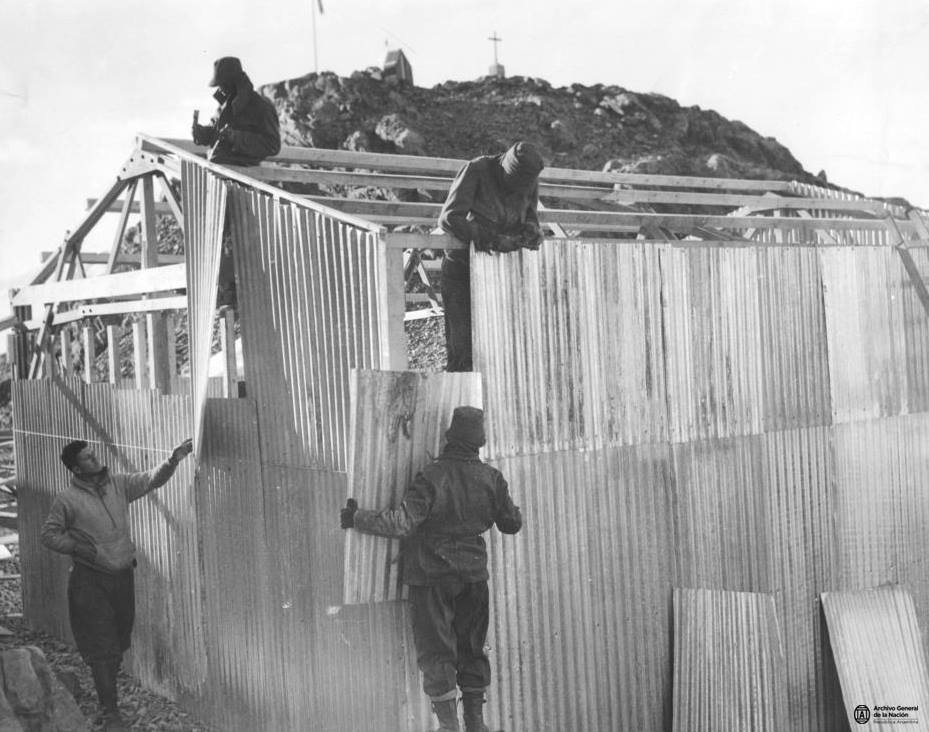
Construcción de galpones de la base General San Martín.

Intervinieron en la campaña el transporte ARA Bahía Buen Suceso, los remolcadores ARA Sanavirón y ARA Chiriguano, el buque-tanque ARA Punta Loyola y el avión embarcado 3-P-25. Fueron realizados trabajos hidrográficos, relevamientos aerofotogramétricos, estudios de geología, sedimentación y biología, geomagnetismo, ionosfera (se instaló una estación ionosférica en el Destacamento Naval Decepción) y recolección botánica y zoológica. 
El 3 de marzo de 1951 el Observatorio Orcadas del Sud pasó a depender del Ministerio de Marina. El coronel Hernán Pujato dirigió la instalación de la Base General San Martín ubicada en la isla Barry, bahía Margarita, inaugurada el 21 de marzo, siendo su primer jefe. Para ello viajó en el transporte Santa Micaela de la Compañía Naviera Pérez Companc. El remolcador hidrográfico ARA Sanavirón colaboró con la instalación, inaugurando la colaboración entre las Fuerzas Armadas argentinas en la Antártida. El 19 de diciembre de 1951 la base fue sobrevolada por el vicecomodoro Gustavo Marambio en un Avro Lincoln de la Fuerza Aérea, arrojando correspondencia. 
El Destacamento Naval Almirante Brown fue inaugurado el 6 de abril de 1951 en Puerto Paraíso, siendo su primer jefe el teniente de fragata Antonio Vañek.
El Instituto Antártico Argentino fue creado el 17 de abril mediante el decreto n.º 7338, dependiente del Ministerio de Asuntos Técnicos y bajo la dirección de Hernán Pujato.

### Campaña 1951-1952
Participaron en la campaña el ARA Bahía Buen Suceso, ARA Bahía Aguirre, ARA Chiriguano, ARA Sanavirón y ARA Punta Ninfas, junto con dos aviones embarcados. Las fragatas ARA Hércules y ARA Sarandí realizaron un reconocimiento de las islas Sandwich del Sur.

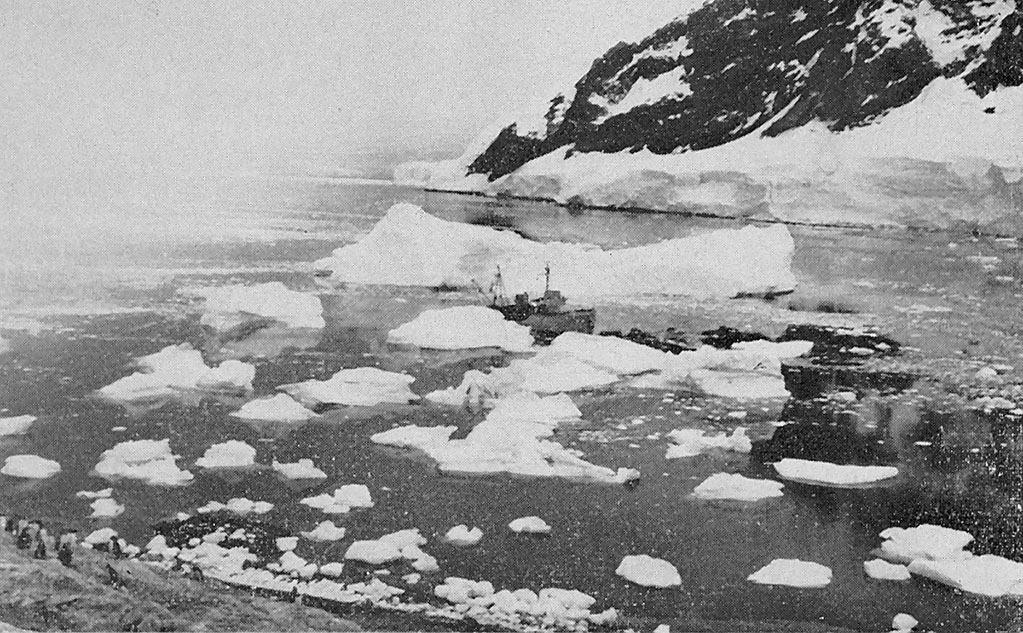
ARA Chiriguano en la bahía Esperanza.

El Destacamento Naval Esperanza fue comenzado a construir el 14 de enero de 1952, produciéndose un incidente con el Reino Unido el 1 de febrero, cuando por medio de una ráfaga de ametralladora fue impedido el desembarco de un grupo británico que pretendía construir una base en el mismo lugar. El destacamento naval fue inaugurado el 31 de marzo, siendo su primer jefe el teniente de fragata Luis Casanova. Quedó alojado en este destacamento un grupo del ejército comandado por capitán Jorge Leal, que estaba construyendo la Base Esperanza en sus adyacencias.
El primer helicóptero argentino que llegó a la Antártida fue un Sikorsky S-51, piloteado por el aviador civil Hugo Parodi, utilizado en el relevo del personal de la Base San Martín.
Se construyeron refugios en la isla Dundee y en la isla Media Luna y estaciones radiotelegráficas en los destacamentos navales Brown, Esperanza y Orcadas. Entre otras tareas que fueron realizadas durante la campaña, se hicieron relevamientos aerofotográficos y balizamientos. Un grupo de 26 científicos enviados por el Instituto Antártico Argentino realizó investigaciones de oceanografía, ictiología, biología, paleontología, geología, gravimetría, algología, zoología, astronomía y magnetismo. Lográndose determinar la línea de la convergencia antártica.
El primer correo aéreo antártico fue realizado por dos hidroaviones navales Catalina, comandados por el capitán de fragata Pedro Iralagoitía, desde Río Grande hasta la isla Decepción, apoyados por la fragata ARA Heroína, siendo el primer descenso en la Antártida. El 29 de marzo de 1952 se produjo en la Base San Martín el primer amerizaje de un hidroavión al sur del círculo polar, realizado por el teniente de fragata aviador naval argentino Halfdan H. Hansen.
Una patrulla terrestre de la Base San Martín comandada por el capitán Humberto Bassani Grande, realizó el primer cruce de los Antartandes, llegando el 28 de diciembre a la bahía Mobiloil en el mar de Weddell.
El 23 de diciembre de 1952 por el decreto N° 13714 (efectivo desde el) se transfirió el Observatorio Orcadas del Sud al Servicio de Hidrografía Naval del Ministerio de Marina, pasando a denominarse Destacamento Naval Orcadas.

### Campaña 1952-1953
Participaron en la campaña el ARA Bahía Buen Suceso, ARA Bahía Aguirre, ARA Punta Ninfas, ARA Chiriguano, ARA Sanavirón y ARA Yamana y dos hidroaviones Grumman Goose, 3-P-50 y 3-P-51. 
Se realizaron estudios aerofotográficos, hidrográficos, oceanográficos, meteorológicos, vulcanológicos y balizamientos, trabajando 26 científicos. Se dio especial importancia a la prospección de minerales. Se debió arrojar medicamentos y correspondencia a la Base San Martín, cercada por el hielo, desde el avión Cruz del Sur, que partió desde Río Gallegos.
El 3 de enero de 1953 fue establecido el refugio naval Thorne en la bahía Telefon, Puerto Foster de la isla Decepción.
El 16 de febrero de 1953 se produjo otro incidente con el Reino Unido cuando personal de la fragata inglesa HMS Snipe destruyó en la caleta Balleneros de la isla Decepción dos refugios, uno de ellos chileno y el otro el argentino recientemente construido (inaugurado el 17 de enero) Teniente Lasala, apresando a dos cabos que estaban en él.
El 1 de abril de 1953 fue inaugurado en la isla Media Luna el Destacamento Naval Bahía Luna (renombrado en 1955 como Destacamento Naval Teniente Cámara).

### Campaña 1953-1954
Participaron en la campaña el ARA Bahía Buen Suceso, ARA Bahía Aguirre, ARA Punta Loyola, ARA Chiriguano y ARA Sanavirón, dos aviones Grumman Goose y dos Catalina. El relevo de la Base San Martín se hizo mediante dos helicópteros Sikorsky S-55, por estar congelada la Bahía Margarita. 
Fueron construidos un radiofaro y cinco refugios y se inauguró la Base de Ejército Esperanza, siendo su primer jefe el teniente coronel Fortunato Castro. El Ministro de Marina, contraalmirante Aníbal Olivieri, viajó en el transporte ARA Les Eclaireurs para participar en la inauguración. 
Fueron realizados estudios aerofotográficos, tareas hidrográficas e investigación en oceanografía, meteorología, condiciones de vida, geofísica y astrofísica, participando 24 investigadores y 10 ayudantes.
El 21 de noviembre de 1953 fue instalado el refugio naval Caleta Potter (actual base Carlini), en la caleta Potter, bahía Guardia Nacional de la isla 25 de Mayo.
El 24 de noviembre de 1953 fue establecido el refugio naval Bryde, ubicado en la isla Bryde (islote Ricardo) entre el estrecho de Gerlache y costa Danco de la Tierra de San Martín.
El 6 de diciembre de 1953 fue establecido en la península Ardley, isla 25 de Mayo (Shetland del Sur), el refugio naval Península Ardley, posteriormente llamado refugio naval Teniente Ballvé.
El 15 de diciembre de 1953 fue instalado el refugio naval Francisco de Gurruchaga en la caleta Armonía de la isla Nelson de las Shetland del Sur.
El 1 de enero de 1954 el comandante del transporte ARA Bahía Aguirre, capitán de fragata Luis T. de Villalobos, tomó posesión de las instalaciones abandonadas por la Expedición Antártica Sueca del Dr. Otto Nordenskjöld en 1903 en la isla Cerro Nevado, renombrándolas como Refugio Suecia. El mismo día fue establecido en la misma isla el Refugio Naval Betbeder a 64°22′00″S 56°55′4″O / -64.36667, -56.91778.
El 23 de enero de 1954 fue establecido en el cabo Primavera, Costa Danco de la Tierra de San Martín, el Refugio Naval Cabo Primavera, actualmente denominado Refugio Naval Capitán Cobbett.
El 10 de abril de 1954 apareció la primera edición del primer periódico antártico argentino "La Voz de Decepción". Fue fundado por el médico de la base Dr. Julio A. Bonelli y cesó un año después.

### Campaña 1954-1955

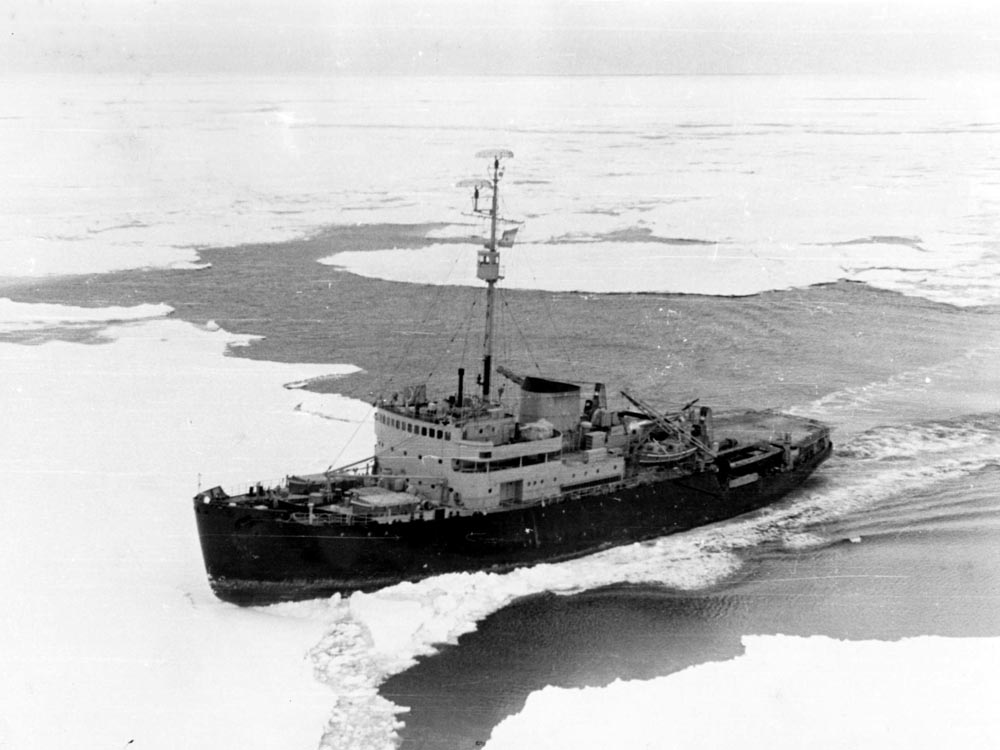
El rompehielos ARA General San Martín en el mar de Weddell.

Se incorporó el rompehielos ARA General San Martín, que viajó junto con los transportes ARA Bahía Buen Suceso y ARA Bahía Aguirre, el buque-tanque ARA Punta Loyola, los hidrográficos ARA Chiriguano y ARA Sanavirón, el buque de salvamento ARA Yámana, dos aviones y tres helicópteros.
El rompehielos ARA General San Martín penetró el Mar de Weddell hasta los 78° 1' S, en donde el general Pujato inauguró la Base de Ejército General Belgrano el 18 de enero de 1955. Pujato además exploró la región en un avión monomotor, dejando muchos topónimos argentinos al sur de los 82° S. 
Fueron construidos cuatro refugios y se hicieron relevamientos aerofotográficos, geológicos y estudios petrográficos de rocas, también estudios de glaciología, paleontología, topografía, ecología y oceanografía, participando 27 científicos. Fue establecida una granja hidropónica en la Bahía Esperanza.
El 10 de diciembre de 1954 fue establecido en Puerto Mikkelsen, isla Mikkelsen (hoy isla Watkins) el Refugio Naval Capitán Caillet-Bois (inicialmente llamado Refugio Naval Puerto Mikkelsen).
El 14 de diciembre de 1954 la Estación Aeronaval Caleta Potter pasó a llamarse Estación Aeronaval Teniente Jubany.
El 6 de febrero de 1955 fue establecido en la isla Petermann, costa sur del Puerto Circuncisión, el refugio naval Groussac (inicialmente llamado Refugio Naval Hipólito Bouchard).

### Campaña 1955-1956
Participaron en la campaña los buques ARA General San Martín, ARA Bahía Aguirre y ARA Chiriguano, junto con dos aviones y dos helicópteros. 
Se acondicionaron y repararon 15 refugios 
El 29 de enero de 1956 fue establecido en la punta Beatriz en Puerto Paraíso el refugio naval Conscripto Ortiz y el 29 de febrero se inauguró el refugio naval Capitán Estivariz en las islas Mikkelsen. 
Continuaron los relevamientos aerofotográficos y las tareas hidrográficas, también se realizaron estudios gravimétricos, magnéticos, oceanográficos, topográficos y balizamientos, interviniendo 27 investigadores argentinos y dos estadounidenses, junto con 20 ayudantes. 
Un decreto del Poder Ejecutivo Nacional del 26 de enero de 1956, colocó al Instituto Antártico Argentino bajo la dependencia del Ministerio de Marina, mientras que otro decreto del 3 de julio de 1956 creó la Comisión Nacional del Año Geofísico Internacional.

### Campaña 1956-1957
Participaron el ARA General San Martín, ARA Bahía Aguirre, ARA Chiriguano y ARA Sanavirón, dos aviones y dos helicópteros.
Se reaprovisionaron y repararon 12 refugios y se inauguró uno nuevo, instalándose además una estación ionosférica. Entre las tareas realizadas, se hicieron estudios hidrográficos y se levantaron estaciones oceanográficas y batitermográficas, además de balizamientos. Participaron 12 científicos argentinos y dos estadounidenses en la realización de estudios de glaciología, biología, geología y cartografía.
El 27 de noviembre de 1956 fue desocupado el Destacamento Naval Esperanza.
El 24 de febrero de 1957 fue inaugurado en la isla Rabot en el archipiélago de Biscoe el Refugio Naval Cadete Naval Edgardo Luis Guillochon.
El ARA Bahía Thetis trasladó a la Antártida en viaje de inspección al vicepresidente provisional de la Nación (de facto), contraalmirante Isaac Francisco Rojas. Entre julio y agosto se realizó una campaña invernal con el rompehielos ARA General San Martín, alcanzando los 61° 59′ S y 62° 59′ O.

### Campaña 1957-1958
Fue realizada por el rompehielos ARA General San Martín, el transporte ARA Bahía Aguirre, el buque hidrográfico ARA Chiriguano, dos helicópteros, un hidroavión Martin Mariner y dos aviones Catalina. 
Se trabajó en consonancia con el Año Geofísico Internacional, participando investigarores de varios organismos y observadores de otros países, abarcando estudios de glaciología, meteorología, sismología, auroras y luz nocturna, ionosfera, oceanografía, actividad solar y rayos cósmicos. 
El 18 de diciembre de 1957 el hidroavión Martin Mariner 2-8-21, al mando del capitán de fragata Justiniano Martínez Achaval, viajó sin escalas a la Antártida desde Buenos Aires, realizando otros viajes marzo de 1958. 
El buque hidrográfico ARA Sanavirón y el buque estadounidense USS Vema realizaron una campaña geofísica. Se realizaron los dos primeros viajes de crucero turísticos a la Antártida por medio del transporte ARA Les Eclaireurs. 
La Fuerza Aérea estableció el servicio aéreo a la Antártida y un decreto del 17 de septiembre de 1958 encargó al IAA la operación de la Estación Científica Ellsworth, cedida por los Estados Unidos al año siguiente.
El 16 de enero de 1958 zarpó de Ushuaia el transporte ARA Les Eclaireurs para realizar el primer crucero turístico argentino a la Antártida.
El 15 de octubre de 1958 un incendio destruye el Destacamento Naval Esperanza.

### Campaña 1958-1959

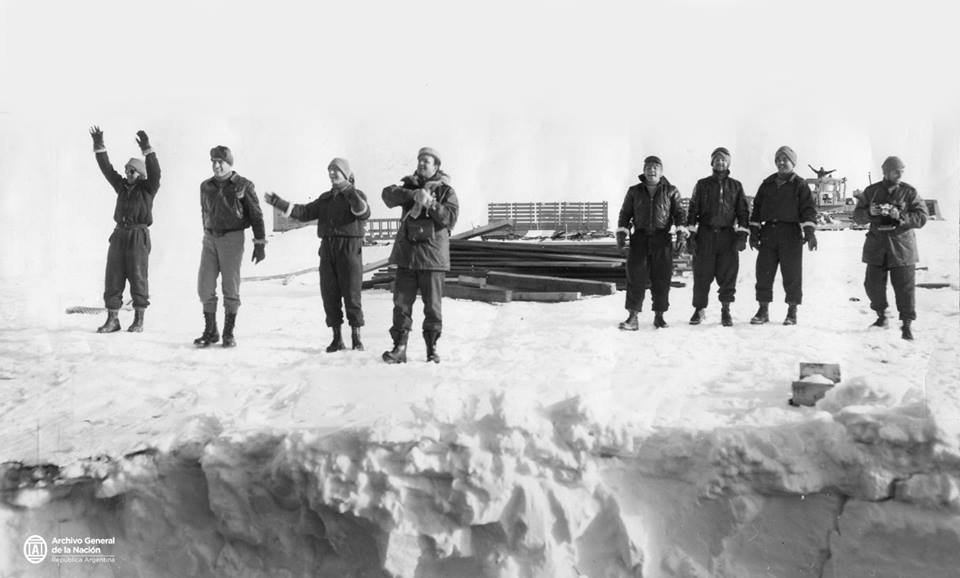
Científicos y marinos argentinos despiden al rompehielos Edisto en la Estación Científica Ellsworth (1959).

Fue realizada por el rompehielos ARA General San Martín, el transporte ARA Bahía Aguirre, los buques hidrográficos ARA Chiriguano y ARA Sanavirón y el buque oceanográfico ARA Capitán Cánepa. 
Fueron realizados estudios de oceanografía, meteorología, hidrografía, cartografía, biología, fisiología humana, geología y oceanografía y un relevamiento aerofotogramétrico. El 17 de enero de 1959 el Instituto Antártico Argentino tomó el control de la Estación Científica Ellsworth, siendo su primer jefe argentino, el capitán de corbeta Jorge Suárez. 
En el ARA Bahía Aguirre viajó el gobernador del Territorio Nacional de Tierra del Fuego, Antártida e Islas del Atlántico Sur (creado el 28 de enero de 1957), para poner en funciones al primer delegado antártico del gobierno fueguino, el capitán de corbeta Rodolfo C. Castorina, jefe del Destacamento Naval Decepción.
Entre marzo y abril de 1959 fue llevada a cabo la campaña oceanográfica Vema-Sanavirón II y entre julio y septiembre la campaña Drake II, realizada por el buque oceanográfico ARA Capitán Cánepa. Un nuevo viaje de crucero turístico a la Antártida fue realizado por el buque de pasajeros y carga, Motonave Yapeyú, perteneciente a FANU (Flota Argentina de Navegación de Ultramar).
Una operación de rescate de una patrulla del Ejército Argentino en la isla Robertson debió realizarse en junio de 1959 por aviones de la Fuerza Aérea, la Aviación Naval y un DC-5 de Aerolíneas Argentinas.